# 大神種麻呂
大神 種麻呂（おおが の たねまろ）は平安時代前期の宇佐八幡宮大宮司。延暦9年（790年）から大同4年（809年）にかけて大宮司を務めた。姓は朝臣。

## 概要
『八幡宇佐宮御託宣集』には、
東南の洞より朝の 雲来つて、野の径の間に燾ひ東北の 峯より暮の雨灌いで渓川の流に入 る。又晴夜の暁に、老翁現れて清天 に隠るる時 、妙なる声聞えて幽 かなり。
東南峯は 、大神比義命入って出でざる洞にして 、今の中津尾是なり 。老翁と現はるものは 、彼の霊なり。一体分身の外用にて 、両霊潜通の内証なり 。第一殿に副ひ奉り 、万徳御前と申し 、八幡の源を顕はし奉る 。今万徳の本と成るの故なり。

と記され、八幡大神が顕現させ、八幡信仰の祖大神比義を宇佐八幡宮外宮第一殿に祀った経緯が記されている。